# Leonids
Leonids (/ˈliːənɪdz/ LEE-ə-nidz) 
là một trận mưa sao băng liên hoàn liên quan đến sao chổi 55P/Tempel–Tuttle, với những vệt sao ngoạn mục xảy ra 33 năm một lần.

## Lịch sử
| Năm  | Thời gian      | Ngày đỉnh điểm            | ZHRmax            |
| ---- | -------------- | ------------------------- | ----------------- |
| 2006 |                | 19 tháng 11.              | 78                |
| 2007 |                | 19 tháng 11.              | 35                |
| 2008 | 14–22 tháng 11 | 17 tháng 11.              | 99                |
| 2009 | 10–21 tháng 11 | 17 tháng 11.              | 79                |
| 2010 | 10–23 tháng 11 | 18 tháng 11.              | 32±4              |
| 2011 | 6–30 tháng 11  | 18 tháng 11.              | 22±3              |
| 2012 | 6–30 tháng 11  | 20 tháng 11.              | 47±11             |
| 2013 | 15–20 tháng 11 | 17 tháng 11 (trăng tròn). | –                 |
| 2014 | 6–30 tháng 11  | 18 tháng 11               | 15±4              |
| 2015 | 6–30 tháng 11  | 18 tháng 11               | 15                |
| 2016 | 6–30 tháng 11  | 17 tháng 11.              | 10–15             |
| 2017 | 6–30 tháng 11  | 17 tháng 11.              | ~17               |
| 2018 | 6–30 tháng 11  | 17 tháng 11.              | 15–20             |
| 2019 | 6–30 tháng 11  | 17 tháng 11               | 10–15             |
| 2020 | 6–30 tháng 11  | 17 tháng 11.              | 10–15             |
| 2021 | 6–30 tháng 11  | 17 tháng 11.              | 10–15             |
| 2022 | 17-21 tháng 11 | 19 tháng 11.              | 250-300 (dự kiến) |
| 2023 | 17-21 tháng 11 | 17 tháng 11.              | 15 (dự kiến)      |
| 2024 |                | 17 tháng 11.              | 15–20 (dự kiến)   |
| 2025 |                | 17 tháng 11.              | 10–15 (dự kiến)   |
| 2026 |                | 17 tháng 11.              | 15 (dự kiến)      |
| 2027 |                | 17 tháng 11               | 40–50 (dự kiến)   |
| 2028 |                | 17 tháng 11               | 30–40 (dự kiến)   |
| 2029 |                | 17 tháng 11               | 30–40 (dự kiến)   |
| 2030 |                | 17 tháng 11               | 15-20 (dự kiến)   |
| 2031 |                | 17 tháng 11               | <10 (dự kiến)     |
| 2032 |                | 17 tháng 11.              | <10 (dự kiến)     |
| 2033 |                | 17 tháng 11.              | 300-400 (dự kiến) |
| 2034 |                | 17 tháng 11.              | 40–50 (dự kiến)   |

Những dự đoán cho đến cuối thế kỷ 21 từng được Mikhail Maslov công bố.

## Truyền thông
Hai lần xuất hiện của Leonids đóng khung cho câu chuyện của cuốn tiểu thuyết Blood Meridian năm 1985 của Cormac McCarthy.
"Mưa đã tạnh và không khí lạnh. Anh đứng trong sân. Các ngôi sao rơi trên bầu trời vô số, số phận của chúng trong cát bụi thật hư vô." – p. 351
Trận mưa sao băng năm 1833 được nhắc đến trong phần thứ tư của truyện ngắn "Con gấu" của tác giả William Faulkner, được xuất bản trong cuốn tiểu thuyết Go Down, Moses năm 1942 của ông. Khi Ike đọc các mục ghi chép lại những nô lệ thuộc sở hữu của gia đình anh ta, đoạn ghi âm cho thấy Tomy liệt kê cái chết của cô vào tháng 6 năm 1833, "Những vì sao rơi"."
Trong phần 1, Tập 15 của Thunderbirds Are Go, "Relic", các thành viên gia đình Tracy, Alan và Scott, đi đến phía xa của Mặt trăng để giải cứu một trong những người bạn cũ của cha họ khỏi căn cứ mặt trăng gần như ngừng hoạt động có nguy cơ bị phá hủy bởi mưa sao băng Leonid. Bộ truyện lấy bối cảnh vào năm 2060.
Trong phần 1, tập 1 của (The Brokenwood Mysteries), mưa sao băng Leonids được theo dõi bởi một nhân vật trong tập khi anh ta cầu hôn vợ mình vào ngày 17 tháng 11 và anh ta đang bị rình rập bởi một kẻ giết người.